# (5596) Morbidelli
(5596) Morbidelli ist ein Asteroid des Hauptgürtels, der am 7. August 1991 vom US-amerikanischen Astronomen Henry E. Holt am Palomar-Observatorium (IAU-Code 675) in Kalifornien entdeckt wurde. Erste Sichtungen des Asteroiden hatte es vorher schon im Januar 1938 unter der vorläufigen Bezeichnung 1938 AB am Konkoly-Observatorium in Budapest gegeben.
Benannt wurde er zu Ehren des italienischen Astronomen und Planetologen Alessandro Morbidelli (* 1966).